# Mszczonów
Mszczonów (udtale: [ˈmʂt͡ʂɔnuf] (Yiddish: אַמשינאָוו Amshinov)   er en by der ligger i det østlige, centrale Polen, i den østlige centrale del af voivodskabet Masovien (Województwo mazowieckie) og har 6.159(2023) indbyggere og et areal på 8,56 km². Den er en del af powiatet (amt) Żyrardów. 
Den ligger lige uden for Warszawas hovedstadsområde, cirka 45 km sydvest for Warszawas centrum.

## Historie
Den ældste kendte omtale af Mszczonów stammer fra et dokument fra hertug Konrad 1. af Masovien fra 1245, da det var en del af fragmenteret Piast-regerede Kongeriget Polen. Mszczonów fik byrettigheder i 1377 eller tidligere. Det var en kongeby i Polen, administrativt beliggende i Rawa Voivodeskab i den Storpolske provins. En af to hovedruter, der forbinder Warszawa og Dresden løb gennem byen i det 18. århundrede, og konger August 2. af Polen og August 3. af Polen rejste ofte den rute.